# Lakeland North
Lakeland North – jednostka osadnicza w Stanach Zjednoczonych, w stanie Waszyngton, w hrabstwie King.